# Théorème de Wiener-Wintner
En mathématiques, le théorème de Wiener-Wintner, démontré en 1941 par Norbert Wiener et Aurel Wintner, est un renforcement du théorème ergodique de Bikhoff[Lequel ?].         

## Énoncé
Supposons que {\displaystyle \tau } est une transformation inversible préservant la mesure d'un espace mesuré S de mesure finie. Si f est une fonction à valeurs réelles et intégrable sur S, le théorème de Wiener-Wintner affirme qu'il existe un ensemble E de mesure nulle telle que la moyenne 
{\displaystyle \lim _{\ell \to \infty }{\frac {1}{2\ell +1}}\sum _{j=-\ell }^{\ell }\operatorname {e} ^{\mathrm {i} j\lambda }f(\tau ^{j}P)}
existe pour tout réel {\displaystyle \lambda } et pour tout P n'appartenant pas à E.
Le cas particulier λ = 0  est essentiellement le théorème ergodique de Birkhoff, d'où découle immédiatement l'existence d'un ensemble E de mesure nulle, pour tout λ fixé, ou pour tout ensemble dénombrable de λ. L'intérêt du théorème de Wiener-Wintner est que l'on peut choisir l'ensemble négligeable exceptionnel E indépendamment de λ. 
Ce théorème est un cas particulier du théorème des temps de retour[Lequel ?].